# トマス・プール

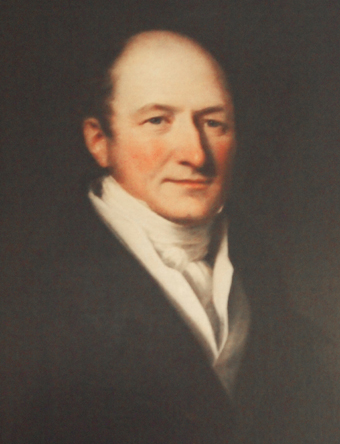
トマス・プール (1815頃)トマス・バーバー(Thomas Barber;1771-1843)作

トマス・プール（Thomas Poole、1766年11月14日 - 1837年9月8日）は、イングランド、サマセット州出身の皮なめし業者、急進派の慈善家、エッセイスト。財産を生まれ故郷のネザー・ストーウェイの貧しい人々の生活を改善するために用いた。イギリスのロマン主義の詩人や作家らと交流をもつ。その中でも、サミュエル・テイラー・コウルリッジとその家族を金銭的に支え、ウィリアム・ワーズワスの詩にも影響を与えたことで知られる。

## 青年時代
プールは1766年、事業に成功した皮なめし業者で農家の息子として、サマセット州ネザー・ストーウェイの村に生まれた。彼は自分の意に反して父から正規教育を受けさせてもらえず、代わりに家族の皮なめし事業の修練を積んだ。この職に嫌悪しつつも、プールはそれをものにし、同業者からの評判も高かった。空いた時間でフランス語、ラテン語、人文学や社会科学を学んだ。1790年には、皮なめし業の会合の代表としてロンドンに出て、翌年、その会合からの指名で当時の首相ウィリアム・ピット (小ピット)に自分たちの陳情を伝える役目を果たした。ロンドンでの経験を通じて彼は急進主義に傾き、サマセットに戻ったときには自由平等の擁護者となっていた。ただし、彼は革命ではなく和平的な手段によってそれを促進すべきだと考えていた。1793年には地元で読書クラブを開き、トマス・ペイン、ベンジャミン・フランクリン、メアリ・ウルストンクラフトらの考えを広めた。同年、貧しい人々の生活・労働状況を調査するため、労働者の恰好をしてミッドランド地方をまわった。数年のうちに彼は内務省から、革命的先導家、そして国内で最も危険な人物として睨まれることとなった。親類も彼に手を焼いており、彼が恋していたいとこの一人からは政治的理由で結婚を拒まれ、以後彼は独身のままであった。

## コウルリッジ周辺との交遊

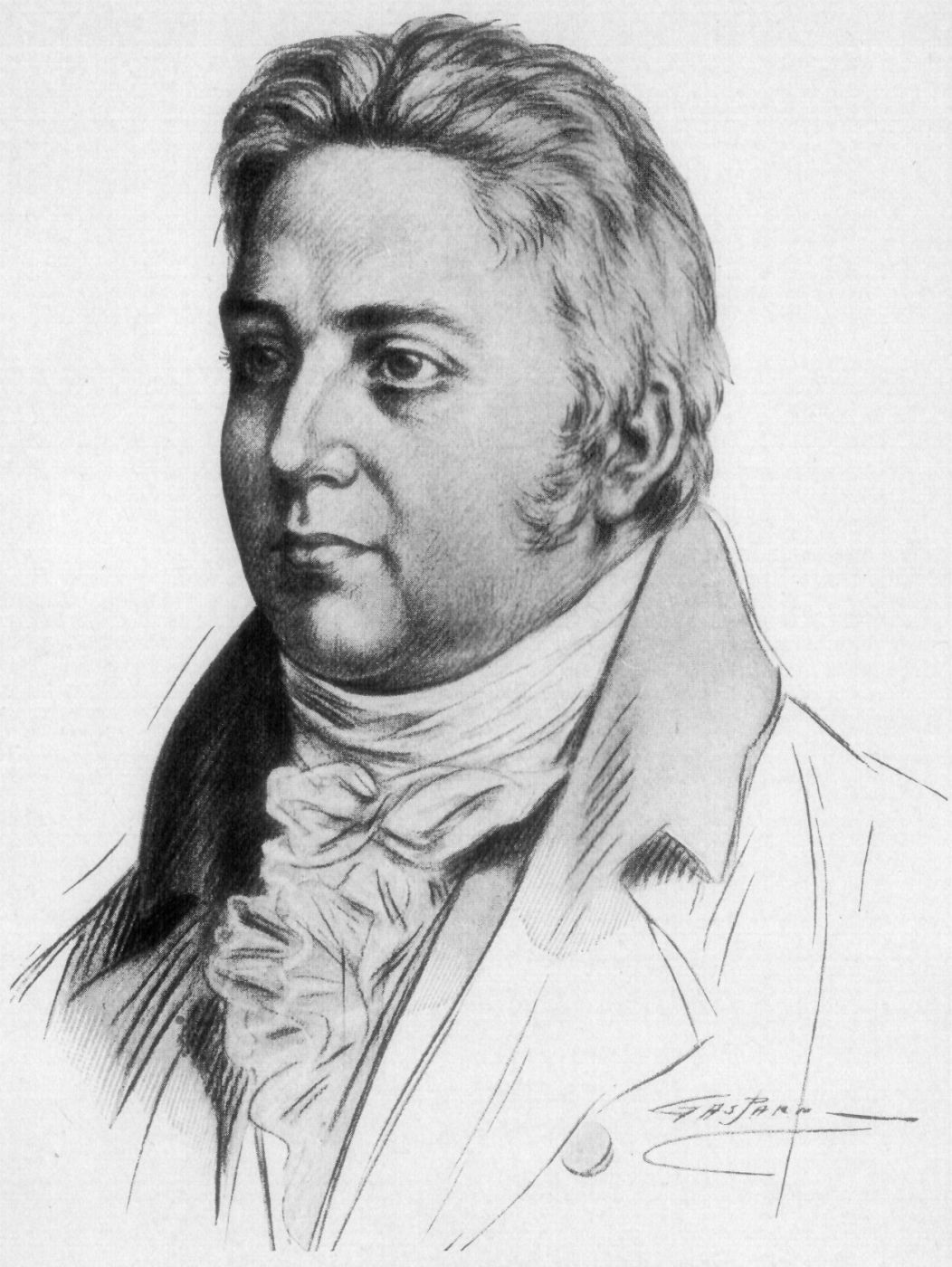
サミュエル・テイラー・コウルリッジ

1794年、プールの元に、彼と政治的見解が近いコウルリッジとロバート・サウジーがやってきた。二人は自ら考案したパンティソクラシー（構成員全員による自治社会）と私有財産制廃止という考えをもち、それらを実現するために、親類や友人たちだけのコミューンをアメリカ合衆国のケンタッキー州に作ろうと計画していた（後に計画地をペンシルヴェニア州のサスケハナ川、さらにイギリスのウェールズに変更した）。プールは、この計画に対して、成功を見込んでいたわけではなかったが（プールはその点で実務家的気質の持ち主であった）、その政治的理想には大いに共鳴した。ただし、プールはコウルリッジの性格と「輝かしい能力」に感銘をうける一方、サウジーのことは「普通の少年」だと感じていた。1795年再びコウルリッジが訪れたのをきっかけにプールは彼を称える詩を書き、翌年には奴隷制反対の記事を書いてコウルリッジの『ウォッチマン』（1796年出版）に掲載された。『ウォッチマン』が商業的に失敗した際には友人たちとともにコウルリッジに経済援助を行った。同年末、妻と第一子ハートリーと田舎暮らしを望んでいたコウルリッジのために、ネザー・ストーウェイのコテージを見つけてやった。
門を挟んでコウルリッジの新居の庭とプールの庭が繋がっており、コウルリッジはたびたび訪れてはプールの書斎で読書や著述を行った。『このシナノキの木陰、私の監獄』("This Lime-Tree Bower My Prison")という詩はプール宅の庭で作られたものである。プールは過激派をかくまっているという理由で、さらに1797年にはコウルリッジの友人ワーズワスとその妹ドロシーのために家を探そうとしていたために、地元でも警戒される存在となっていた。彼はワーズワス兄妹に数マイル離れたアルフォクストン・ハウスを用意したことで、コウルリッジとワーズワスが毎日のように意見交換ができた。プールはワーズワスに対しては初対面の際、これまで出会った中でもっとも偉大な人物だと感じ、ワーズワスも後々プールの廉潔さ、慈善精神、誠実さに感銘をうけるようになった。プールがワーズワスに語ったサマセット生活のエピソードは後に、「サマセット州の悲劇」("Somersetshire Tragedy", 未発表)、「哀れなスーザン」("Poor Susan")、「白痴の少年」("The Idiot Boy")、「ティルベリー谷の農夫」("The Farmer of Tilbury Vale")、「群れの最後の一匹」("The Last of the Flock")の中で現れることとなった。またワーズワスによれば「マイケル」("Michael")を書いている際にはプールを念頭に置いていたという。プールは二人の詩人の関係を深め『抒情民謡集』が生まれるのに一役買ったのだが、それゆえに自身はコウルリッジとの付き合いが薄れてしまったため、彼はコウルリッジとの友人関係においてワーズワスをライバル視していた時期があった。1798年コウルリッジとワーズワスがドイツに旅立つにあたり、コウルリッジは妻サラの加護をプールに頼んだ。コウルリッジは翌年帰国したが、そのまま湖水地方に向かい、ワーズワスと再合流した。
以後、二人の詩人との付き合いは手紙や時折の訪問によって続いた。コウルリッジはプールが「占有者と農夫たち」("Monopolists and Farmers")と呼ばれるエッセイの連載を『モーニング・ポスト』紙に書くにあたってサポートをしたが、両者の関係はかつてほど親密になることはなかった。ストーウェイ時代の交流を通じてプールは文学・思想方面での人々―例えばチャールズ・ラム、ウィリアム・ハズリット、ジョン・セルウォール、ハンフリー・デービーとの付き合いもするようになった。反対に、コウルリッジに対しては同情、実務的援助、思慮深い助言をもってその恩恵に報いた。

## 後年
1802年、プールは事業の運営を一人のアシスタントに委ね、大陸旅行をしてペインらと出会った。ロンドンでは役人のジョン・リックマンと知り合い、彼の提案で救貧法施行を促す意図でロンドンの統計の仕事に携わった。また、地元ストーウェイでリベラルな思想の実践し続け、1807年に「女性友の会」(the Female Friendly Society)、1812年から1813年に小学校（彼は建物を寄贈した）、1817年に協同組織金融機関を設立し、また1814年から1837年に死去するまで治安判事として活躍した。1807年にプールを訪れたトマス・ド・クインシーは、彼のことを「貧しい同胞、サマセット州南部の木こりや水汲みたちのために身を粉にして働き、何マイルもの範囲で人々の諍いを調停し、日常生活の指南や相談を引き受けたほどであった」と書いている。ド・クインシーは、プールのことを有益な議員の理想モデルとみなしたコウルリッジの意見にも賛同している。コウルリッジもこの旧友との付き合いから大きな恩恵を受けており、1809年の『友』出版時や息子ハートリーのオックスフォードでの就学にあたって財政支援をプールから受けた。1834年にコウルリッジが死去したとき、彼の遺志で四つの金の形見の指輪を、妻とプール含む近しい友人らに残した。プールは1837年、胸膜炎のため、70歳で生まれ故郷のネザー・ストーウェイにて死去。